# Kaliwerk Siegfried-Giesen
Das ehemalige Kaliwerk Siegfried-Giesen der K+S AG förderte Kalisalze aus dem südöstlichen Teil des Salzstocks von Sarstedt. Das Bergwerk mit angeschlossener Düngemittelfabrik lag in der Nähe der Gemeinde Giesen im Landkreis Hildesheim (Niedersachsen). Der untertägige Teil wird seit der Stilllegung im Jahr 1987 als Reservewerk offengehalten. Die K+S betreibt inzwischen Planungs- und Genehmigungsverfahren zur Wiedereröffnung.

## Geologie

### Die Entstehung des Salzstocks von Sarstedt
Der Salzstock von Sarstedt ist eine von etwa 200 bekannten Lagerstätten dieser Art in Norddeutschland. Die Salzschichten, aus denen dieser entstand, bildeten sich zur Zeit des Zechsteins vor rund 260 Millionen Jahren, als Meerwasser in einem flachen Becken verdunstete. Später wurden die Salzschichten durch weitere Ablagerungen überdeckt und liegen heute in einer Teufe von circa 3000 m. Von einer Schwächezone des Grundgebirges aus haben die Salze die Hangendschichten des Buntsandsteins durchstoßen (→ Halokinese). Das Salz im oberen Teil des Salzstockes wurde durch das Grundwasser gelöst und fortgeschwemmt. Zurück blieben schwerlöslicher Anhydrit und Ton. Diese bildeten den sogenannten Gipshut über der eigentlichen Salzlagerstätte.

### Geographische Lage und Ausdehnung
Der Salzspiegel des Salzstockes Sarstedt, also die obere Begrenzung, liegt in einer Teufe zwischen 120 und 150 Metern. Der Salzstock erstreckt sich in einem Gebiet zwischen den Ortschaften Hasede, Groß Förste, Giesen, Ahrbergen, Sarstedt, Giften, Barnten, Rössing und Emmerke. Früher wurde angenommen, dass sich der Salzstock von Sarstedt bis Lehrte bei Hannover fortsetzt (Salzstock von Sarstedt-Sehnde). Bei Untersuchungen im nördlichen Bereich wurde aber der Buntsandstein angetroffen, so dass wahrscheinlich keine Verbindung mit den Lagerstätten unter anderem der Kaliwerke Friedrichshall und Bergmannssegen-Hugo besteht.

### Mineralogie
Die Masse des Salzstocks bestand aus Steinsalz. Bei den abgebauten Kalilagern handelte es sich überwiegend um Hartsalz. Das zuletzt geförderte Rohsalz enthielt etwa 19 % KCl, 24 % MgSO4, 52 % NaCl und 4 % Wasser sowie CaSO4, MgCl2 und Ton. Der Reinkali-Gehalt (K2O) lag im Mittel bei 12 %. Es bestanden auch Vorkommen mit hohem Anteil von Sylvinit, die vereinzelt bis zu 94 % KCl enthalten konnten.

## Geschichte und Technik

### Aufschlussgeschichte
Erste Kaligewinnungsverträge bestanden 1896 zwischen den Giesener Grundbesitzern und der Aktiengesellschaft für Bergbau und Tiefbohrungen zu Goslar, der späteren Salzdetfurth AG. Weitere Verträge besaß 1903 der Bergingenieur Dziuk. Die Kaligewinnungsverträge der Salzdetfurth AG wurden vom Bankhaus Gumpel aus Hannover erworben und in die Bergbaugesellschaft Wodanshall mbH eingebracht, die daraufhin in Siegfried-Gotha umbenannt wurde. Die Berechtsame des Dziuk wurden über Gumpel an die Kaliwerke Giesen GmbH zu Hannover verkauft, so dass zwei Gesellschaften das spätere Bergwerk Siegfried mit einer Gesamtfläche von rund 11 km² (5 preußische Normalfelder) besaßen. Zu Koordinierung der Aktivitäten bestand außerdem die Bergbaugesellschaft Hannovera mbH. An die Grubenfelder markscheideten die Berechtsamen des Kaliwerks Glückauf in Sarstedt und der Nachbargesellschaften Fürstenhall und Rössing-Barnten.
Zur Erkundung der Lagerstätte brachten die Betreibergesellschaften vier Flach- und eine Tiefbohrung von 1008 Meter Teufe nieder. Nach Durchteufen der Schichten des Pleistozäns, Buntsandsteins und des Gipses erreichte die Bohrung bei 146 Meter das Steinsalz. Kalilager wurden zwischen 459 und 502 Metern, zwischen 570 und 573 Metern sowie zwischen 754 und 794 Metern Teufe erbohrt.

### Schachtanlage Siegfried

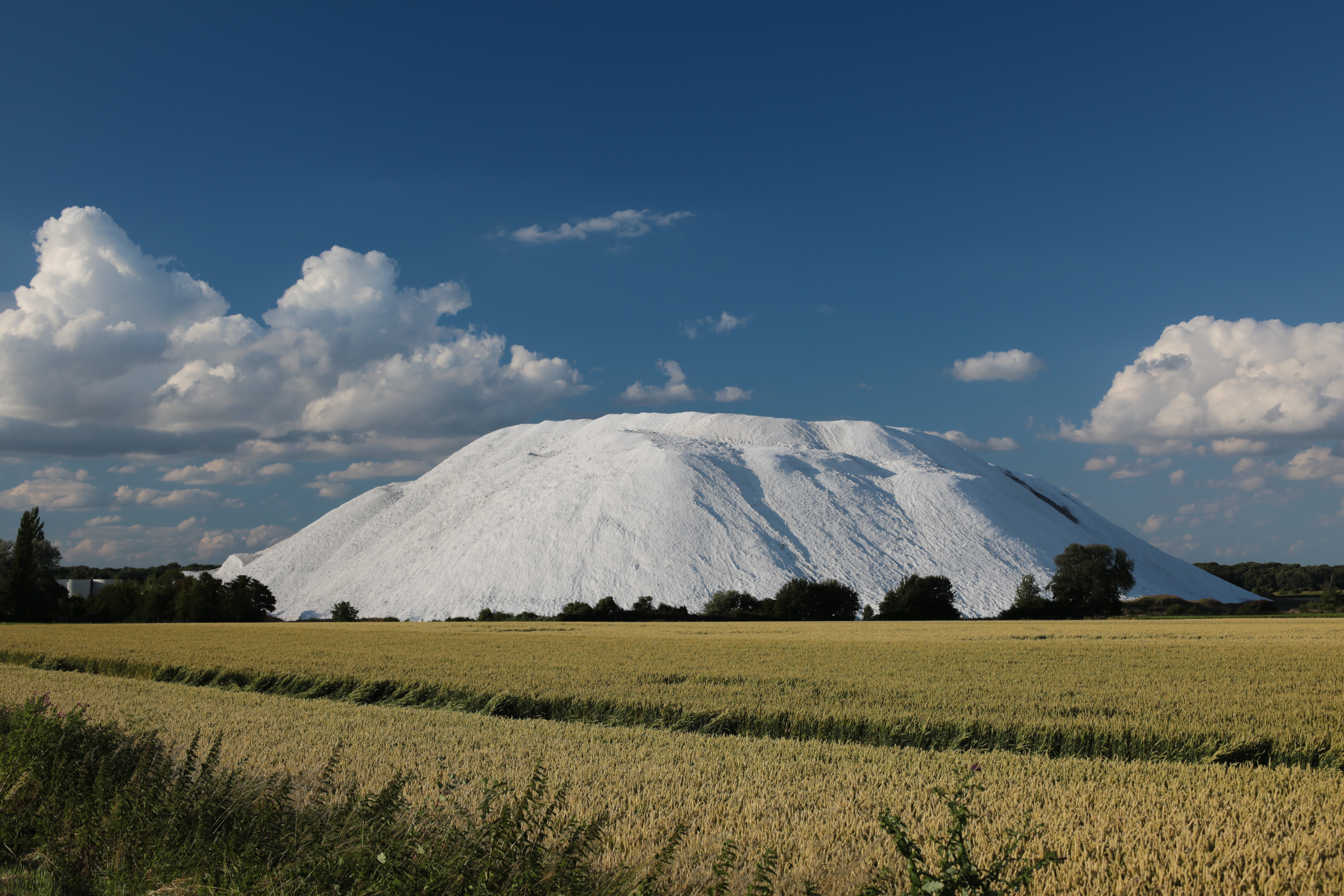
Abraumhalde Wetterberg

Am 6. Dezember 1906 wurde mit dem Abteufen des Schachtes begonnen. Trotz anfänglicher Schwierigkeiten mit starken Wasserzuflüssen erreichte der Schacht drei Jahre später, am 25. November 1909, seine vorläufige Endteufe von 765 m. Im oberen Bereich der Schachtröhre kam das Kind-Chaudron-Verfahren zum Einsatz. Der Schacht wurde die ersten 173 m mit eisernen Tübbings bei einem lichten Durchmesser von 4,10 m ausgebaut, darunter stand er in Mauerung und hatte 4,50 m Durchmesser. Füllorte wurden auf der 400-, 650- und 750-m-Sohle angesetzt.
Von diesen Sohlen aus wurden die zuvor erbohrten Kalilager angefahren und dabei ein Sylvinitlager von 52 Meter Mächtigkeit und einem Chlorkaliumgehalt von bis zu 50 % aufgeschlossen. 1910 wurde der Schacht auf 803 Meter vertieft, und über einen Blindschacht wurde bei 850 Meter unter Tage ein Unterwerksbau angelegt. Im selben Jahr ereignete sich am 18. Oktober unter Tage eine Sprengstoffexplosion, durch die 18 Bergleute ums Leben kamen.
Während der Teufarbeiten wurden die Tagesanlagen in Angriff genommen. 1909 waren das Fördermaschinenhaus mit einer 735 kW starken Tandemverbunddampf-Fördermaschine, das Kesselhaus, die Verwaltung mit Kaue und die Werkstätten fertiggestellt. Es folgte der Bau einer Werksbahn nach Harsum, die gemeinsam mit den Schwesterwerken Rössing-Barnten und Fürstenhall betrieben werden sollte.
Der Bau der Chlorkaliumfabrik wurde 1913 abgeschlossen. Hier sollten die Rohsalze aller drei benachbarten Kaliwerke der Gumpel-Gruppe, der sogenannten Siegfried-Gruppe, zu Düngemitteln verarbeitet werden. Als Gemeinschaftsunternehmen entstanden die Elektrizitäts- und Salzaufbereitungswerke Hannover GmbH, die neben der Fabrikanlage auf der Schachtanlage Siegfried ein Dampfkraftwerk zur Versorgung aller drei Schachtanlagen mit elektrischer Energie errichteten.
Hermann Gumpel an der Spitze der Gewerkschaft Siegfried-Gotha gelang es, die Kaliwerke Giesen GmbH und die Bergbaugesellschaft Hannovera unter einem Dach mit Siegfried-Gotha zusammenzuführen. Die neue Gewerkschaft Siegfried-Giesen erwarb nach ihrer Gründung Anteile an den Werken Rössing-Barnten und Fürstenhall, so dass sich die Entwicklung zu einem späteren Verbundbergwerk abzeichnete. Bereits 1913 wurde mit dem Auffahren untertägiger Verbindungen zu den beiden Schachtanlagen begonnen.
Beim Ausbruch des Ersten Weltkriegs konnte der Förderbetrieb zunächst aufrechterhalten werden. Die Belegschaft von 217 Mann und 185 Kriegsgefangenen ermöglichte sogar die Übernahme fremder Quoten am Deutschen Kalisyndikat. Erst anhaltender Kohlen- und Materialmangel sowie schwindendes Personal sorgten im Jahr 1917 für eine Einstellung des Fabrikbetriebes, der erst 1920 wieder anlief. Die Zeit des Stillstandes wurde genutzt, um die Kapazität von 300 Tonnen auf 750 Tonnen Tagesleistung zu vergrößern. Die neue bergrechtliche Gesetzgebung der Weimarer Republik ermöglichte den Anschluss aller bisherigen Gewerkschaften der Siegfried-Gruppe an die neugegründete Siegfried-Giesen Bergwerksgesellschaft mbH, womit die Schachtanlagen Fürstenhall und Rössing-Barnten ihre rechtliche Eigenständigkeit einbüßten.
Die Jahre 1922 bis 1925 brachten einen wirtschaftlichen Aufschwung durch hohe Nachfrage nach Kalidüngern. Wegen der zahlreichen Hartsalzaufschlüsse im gesamten Grubengebäude war der Bau einer Sulfatfabrik zur Verarbeitung der kieseritreichen Salze unumgänglich. Die Anlage mit einer Tagesleistung von 40 Tonnen ging 1924 in Betrieb. Im gleichen Jahr wurde mit dem Bau einer neuen, leistungsfähigeren Chlorkaliumfabrik begonnen. Die Durchschnittsbeteiligung am Deutschen Kalikartell lag 1924 bei 107 %. Zum Absatz der Produkte wurde ein Stichkanal zum Mittellandkanal mit Hafenbecken gebaut, der 1928 fertiggestellt wurde. In den Jahren 1926 und 1927 war der Absatz wieder rückläufig, so dass es zu mehreren Betriebspausen kam.
Mit der Übernahme der Gumpel-Gruppe durch die Burbach-Kaliwerke 1928 wurden alle Quoten auf das Kaliwerk Siegfried-Giesen übertragen und die übrigen Gewerkschaften liquidiert. Während der Weltwirtschaftskrise musste der Betrieb vom 22. Juni 1932 bis 14. Oktober 1935 komplett eingestellt werden.
Als Gegenleistung für die Übergabe des Schachtes Fürstenhall an die Wehrmacht am 1. Juli 1936 für eine militärische Nutzung errichtete die Reichsregierung 1940 Erweiterungen für die Kalifabrik, einschließlich einer Bromfabrik und einer Wohnsiedlung. Wegen Kohlenmangel und Beeinträchtigung des Schiffsverkehrs auf dem Mittellandkanal kam es im gleichen Jahr zu erneuten Betriebseinstellungen. Während des Zweiten Weltkrieges kam es immer wieder zu Störungen im Produktionsbetrieb und im Januar 1945 wurde das Werk schließlich stillgelegt. Im April 1945 wurde das Bergwerk durch alliierte Truppen besetzt, die Militärregierung sagte aber im Mai die Wiederinbetriebnahme zu.
In der Nachkriegszeit wurden umfassende Modernisierungsarbeiten durchgeführt. So wurde von 1946 bis 1949 die Fördermaschine auf elektrischen Antrieb umgebaut und die Kesselanlagen der Fabrik erweitert. 1959 wurde die Förderung von Gestell- auf Gefäßförderung geändert, gleichzeitig erhielt der Schacht Siegfried ein neues Fördergerüst mit Zweiseilförderung. Im Fabrikbereich entstand 1960 eine neue Bromgewinnung und 1965 eine Granulieranlage zur Produktion staubarmer Düngesalze. Unter Tage wurden die Schächte Rössing-Barnten und Fürstenhall auch auf allen übrigen Sohlen an das Grubengebäude von Siegfried-Giesen angeschlossen, Hauptfördersohle zwischen den drei Schächten wurde die 750-m-Sohle. Als tiefste Fördersohle kam 1967 die 1050-m-Sohle in Betrieb, die über einen Blindschacht mit Gefäßförderung erreicht wurde.

### Schachtanlage Rössing-Barnten
Die bergbaulichen Aktivitäten im Bereich des späteren Kaliwerk Rössing-Barnten begannen nahezu zeitgleich mit denen im Feld Siegfried. Ein Rechtsanwalt Mußmann schloss 1902 die ersten Verträge ab. Ohne selbst Aufschlussarbeiten durchgeführt zu haben, überließ dieser seine Berechtsame der Kali-Bohrgesellschaft Rössing-Barnten, die von dem Rittergutsbesitzer Dr. Max Schoeller, von Direktor Oskar Klauss aus Berlin und von dem Bergingenieur Lange geleitet wurde. Kapitalgeber waren die Firmen S. H. Oppenheimer, Max Marcus & Co. und Hermann Schüler aus Bochum sowie die Magdeburger Privatbank.
Ab 1905 führte die Gesellschaft insgesamt 15 Flachbohrungen und eine Tiefbohrung am Giesener Berg bei den Ortschaften Rössing und Barnten durch. Trotz anfänglicher Behinderung durch Kies und zähe Tonschichten konnte die Ausdehnung des Gipshutes über der Salzlagerstätte bestimmt werden. Der Ansatzpunkt der Tiefbohrung bei Barnten wurde durch ein geologisches Gutachten von Professor Wilhelm Hoyer festgelegt. Die Bohrung wies im Jahre 1906 bis zu einer Teufe von 903 Metern bauwürdige Kalilager einschließlich von Hartsalz mit einem maximalen KCl-Gehalt von 52 % nach.
Währenddessen gelang es Hermann Gumpel die Gesellschaft zu übernehmen und wandelte diese kurzerhand in die Bergbaugesellschaft Rössing-Barnten mbH um. Wie in der Gumpel-Gruppe üblich, entstand parallel dazu am 30. März 1907 die Rössing-Barnten Kalibergwerk GmbH als Trägerorganisation.
Im November 1911 begann das Abteufen des Schachtes Rössing-Barnten am Ansatzpunkt der Tiefbohrung. Bis zum Erreichen des Salzstocks war die Tiefbau und Kälteindustrie AG (vormals Gebhardt & König, Nordhausen) für die Ausführung der Arbeiten verantwortlich. Dieses Ziel wurde am 20. Juni 1913 erreicht. Kurz vorher wurde die Bergbaugesellschaft Rössing-Barnten in eine Gewerkschaft überführt. Dieses gelang nur durch den juristischen Trick einer Umwandlung einer „toten“ Gewerkschaft aus Olpe. Bis zum Ausbruch des Ersten Weltkriegs war der Schacht bis zur Endteufe von 775 Metern fertiggestellt. Auch wurden bereits erste Vorrichtungsarbeiten auf der 500-m-Sohle vorgenommen. An weiteren Fördersohlen bestanden noch die 600-m-, 750-m- sowie als Unterwerksbau die 850-m-Sohle. Da die Schachteinbauten noch fehlten und nur eine provisorische Fördereinrichtung bestand, konnte erst im Januar 1916 die Förderung aufgenommen werden. Kriegsbedingt verzögerte sich die Fertigstellung vieler Einrichtungen, z. B. auch der Schachthalle. Das geförderte und vermahlene Rohsalz wurde zur Weiterverarbeitung übertägig nach Siegfried transportiert. Zu diesem Zeitpunkt hatten die Kalisalze von Rössing-Barnten die beste Qualität innerhalb der Siegfried-Gruppe. Auch in den ersten Jahren nach Ende des Ersten Weltkriegs behinderte Materialmangel den weiteren Ausbau der Schachtanlage, so auch den Vortrieb einer Verbindungsstrecke zum Werk Siegfried-Giesen. Beide Werke hatten ein Abkommen geschlossen, wonach der jeweils andere Schacht gemäß den Bergvorschriften als zweiter Ausgang dienen sollte.
Die schwierige wirtschaftliche Lage zu Beginn der 1920er Jahre zwang zu vorübergehenden Betriebseinstellungen. Der Schwerpunkt der untertägigen Arbeiten richtete sich auf die Vollendung der 2500 Meter langen Strecke nach Siegfried, die schließlich am 26. November 1923 erfolgte. Inzwischen waren auch die Tagesanlagen und Fördereinrichtungen fertiggestellt. In der Folgezeit wurden jedoch alle im Grubengebäude von Rössing-Barnten geförderten Salze unter Tage mittels einer Grubenbahn zur Schachtanlage Siegfried gefördert. Es erfolgten weitere Durchschläge nach Giesen auf den übrigen Sohlen. Mit dem Übergang der Gumpel-Gruppe an die Burbach-Kaliwerke wurde schließlich die Gewerkschaft Rössing-Barnten am 12. Dezember 1928 aufgelöst und die Schachtanlage wurde zur Bewetterung, Seilfahrt und Materialtransport an das Kaliwerk Siegfried-Giesen angegliedert.

### Schachtanlage Fürstenhall
Auch das ehemals eigenständige Kaliwerk Fürstenhall stand von Anfang an unter dem Einfluss der Gumpel-Gruppe. Die ersten Kaligewinnungsverträge mit den Ortschaften Ahrbergen, Groß Förste und Groß Giesen gingen abermals auf den Bergingenieur Dziuk zurück. Dazu kamen weitere Berechtsame der Gewerkschaft Emmerke. Um das hannoversche Berggesetz auszuhebeln, griff Hermann Gumpel abermals auf eine gothaische Gewerkschaft mit dem Namen Fürstenhall zu Thal zurück, die sämtliche Grubenfelder mit einer Gesamtfläche von 7,8 km² am 26. Oktober 1906 übernahm. Als Betreibergesellschaft wurde am 22. Oktober 1906 die Fürstenhall Bergwerksgesellschaft gegründet.
Durch die Bohrergebnisse der benachbarten Kaliwerke Sarstedt erwartete man gute Salzaufschlüsse und wies den Salzstock durch mehrere Flachbohrungen in den Gipshut nach. Zwei Tiefbohrungen, von denen eine zur Erkundung des Schachtbereiches dienen sollte, zeigten schließlich insgesamt drei Kalilager bei 273 Metern, 331 Metern und 732 Metern Teufe. Unter diesen wurde auch das bekannte Hartsalzvorkommen aufgeschlossen, das hier eine Mächtigkeit von 12 Metern hatte und durchschnittlich 22 % Kaliumchlorid enthielt.
Mit dem Abteufen des Schachtes Fürstenhall südlich von Ahrbergen wurde am 5. Februar 1908 begonnen. Von Anfang an wurde ein Verbund mit dem nur 1300 Meter entfernten Schacht Siegfried vorgesehen. Da sich schon bei geringer Schachtteufe erhebliche Wasserflüsse einstellten, griff die Gewerkschaft Fürstenhall abermals auf das Schachtbohrverfahren nach Kind-Chaudron zurück. Die Bohrarbeiten wurden bei einer Teufe von 168 Metern eingestellt und die wasserdichte Schachtauskleidung aus Gusseisen einzementiert. Danach wurde der Schacht auf konventionelle Weise weitergeteuft. Bei 200 Metern wurden Gase angetroffen, die kurzzeitig einen Abbruch der Arbeiten notwendig machten. 1912 war der Schacht schließlich 400 Meter tief und am 27. Juli 1913 erfolgte die Fertigstellung der Endteufe von 775 Metern. Der Schacht hatte zuletzt einen Durchmesser von 4,5 Metern.
Als Fördersohlen wurden die 400-, 475-, 550- und 650-m-Sohle vom Schacht aus aufgefahren. Von der 650-m-Sohle aus wurde die Verbindung zum Schacht Siegfried hergestellt. Mit dem Bergwerk Glückauf wurde ein Abkommen geschlossen, wonach der Schacht Fürstenhall als dessen zweiter fahrbarer Ausgang dienen sollte, da dem Werk in Sarstedt das Kapital für einen weiteren Schacht fehlte. Der Durchschlag zwischen den beiden Gruben erfolgte auf der 550-m-Sohle.
Der Bergwerksbetrieb wurde auf Fürstenhall offiziell im Februar 1914 eröffnet. Erste Kalisalze hatte man bereits bei der Vorrichtung im Dezember 1910 gewonnen. Über Tage wurden eine Schachthalle mit Fördergerüst, Fördermaschinengebäude, Rohsalzmühle mit zwei Mahlsystemen und Verladung, Sozialgebäude sowie Gebäude für die Infrastruktur und Verwaltung errichtet. Das Kaliwerk wurde mit der gemeinsam mit Siegfried und Rössing-Barnten betriebenen Grubenanschlussbahn nach Harsum verbunden. Der Ausbruch des Ersten Weltkriegs führte kurzfristig zur Wiedereinstellung der Förderung, gerade noch rechtzeitig wurde eine Beteiligungsquote am Deutschen Kalisyndikat erteilt. Während des Krieges wurde in geringem Umfang von Siegfried aus Bergbau im Feld Fürstenhall betrieben. Nach Kriegsende wurde 1919 der Betrieb erneut aufgenommen, musste aber bereits am 15. März 1921 wieder gestundet werden. Nach 1923 wurden keine untertägigen Arbeiten mehr ausgeführt, die Quote wurde auf andere Gumpel-Werke, vor allem Siegfried, übertragen. Am 12. Dezember 1928 wurde die Gewerkschaft Fürstenhall aufgelöst und das Eigentum dem Burbach-Konzern überschrieben. Durch die Verbindung zu Siegfried diente der Schacht Fürstenhall fortan als ausziehender Wetterschacht und wurde als Kalibergwerk Siegfried-Giesen, Schachtanlage Fürstenhall bezeichnet.
Die vorhandenen Grubenbaue wurden 1935 an die Wehrmacht verpachtet, die dort eine untertägige Heeresmunitionsanstalt (Muna) einrichtete. Dazu wurde auch ein Teil der Belegschaft von Siegfried nach Fürstenhall abkommandiert. In der Muna wurden in erster Linie 8-cm-Werfergranaten und 10-cm-Panzergranaten hergestellt. Um Raum zu schaffen, sollten Salze von Fürstenhall nach Sarstedt versetzt werden. Da der Schacht nie ganz abgedichtet werden konnte, mussten häufiger Reparaturen durchgeführt und bei 200 Meter Teufe ein Laugenauffangbehälter aufgestellt werden. Am 28. Juni 1941 ereignete sich die schwerste von vielen Explosionen.  Am Mundloch des Schachts kamen zwei Personen ums Leben und drei wurden verletzt. Im April 1945 wurde Fürstenhall durch alliierte Truppen besetzt und erst 1947 wieder an das Kaliwerk Siegfried-Giesen überlassen. 1954 wurde eine weitere Verbindung auf der 550-m-Sohle geschaffen. Entsprechend seiner Verwendung als Wetter- und Materialschacht wurde Fürstenhall 1967 ausgeraubt und das Fördergerüst durch eine Hilfsfahranlage mit ausklappbaren Schachtbühnen ersetzt.

### Geschichte des Kaliwerks unter der Kali und Salz AG 1970 bis 1987
Am 1. Juli 1970 brachten die Burbach-Kaliwerke AG ihren gesamten Bergwerksbesitz in die zusammen mit der Wintershall AG und der Salzdetfurth AG gegründete Kali und Salz GmbH ein. Damit war der größte Teil der westdeutschen Kaliindustrie unter einem Dach vereint und es setzte auch im Werk Siegfried-Giesen ein Rationalisierungsprozess ein. Die Seilfahrt erfolgte ab 1971 zentral auf der Schachtanlage Siegfried. Die Schächte Rössing-Barnten und Fürstenhall dienten nur noch zum Materialtransport und zur Bewetterung. Im Jahr 1974 wurde eine Fördermenge von 2 Millionen Tonnen überschritten. Im Schacht Rössing-Barnten wurde 1975 die Fahrung im Schacht auf Einkorbbetrieb mit Gegengewicht umgestellt. Ab 1976 wurde die Förderung des Bergwerkes zurückgefahren. Der Abbau konzentrierte sich zwischen der 850-m- und 1050-m-Sohle. Dazu wurden mehrere Teilsohlen von einer Wendelstrecke aus aufgefahren und abwärts zu Trichtern erweitert (Strossentrichterbau). Die Bauhöhe konnte 200 Meter erreichen. Hierbei kamen im verstärkten Maß gleislose Fahrzeuge mit Dieselantrieb zum Einsatz. Das Rohsalz wurde von der 1050-m-Sohle über einen Blindschacht mit 15 Tonnen fassenden Gefäßen auf die 750-m-Sohle gefördert. Von hier aus wurde es über einen Zwischenbunker und Gurtförderer der Schachtförderung im Schacht Siegfried übergeben. Ein Teil der Fabrikrückstände wurden über eine Fallleitung im Schacht auf die 400-m-Sohle zurückgeführt und von dort mit Schaufelladern, Bändern oder Wagen als Versatz in die leeren Abbauhohlräume eingebracht.
Im Jahr 1983 wurde im Fabrikbetrieb die Herstellung hochprozentiger Chlorkaliumprodukte zugunsten von magnesiumsulfathaltigem Dünger eingestellt. Im gleichen Jahr wurde eine untertägige Verbindung zum stillgelegten Kaliwerk Glückauf-Sarstedt aufgefahren, welches die Kali und Salz GmbH 1981 von der Kali Chemie zur Erweiterung von Siegfried-Giesen übernommen hatte. Der Bergbau wurde in diesem Feld jedoch nicht wieder aufgenommen.
Mitte der 1980er Jahre wurden die Übertageanlagen der Schachtanlage Rössing-Barnten demontiert, der Schacht bis zur 1050-m-Sohle tiefergeteuft und mit einer Betonvorbausäule ausgestattet. Der Schacht übernahm nur noch die Funktion des Hauptwettereinziehschachtes.
Zum 30. September 1987 sollte das Bergwerk planmäßig stillgelegt werden. Nach einem Grubenbrand im Juli 1987 wurde die Fördereinstellung vorgezogen.

### Nach der Stilllegung
In den folgenden Jahren bis 1999 wurden noch Versatzarbeiten durchgeführt. Die Demontage der Schachtanlage Glückauf-Sarstedt erfolgte 1988, die der Anlage Siegfried sowie der Fabrikanlagen im Jahr 2000. Für notwendige Kontrollbefahrungen steht allein noch der Schacht Fürstenhall zur Verfügung. Das Grubengebäude wird von einem Stützpunkt auf der ehemaligen Schachtanlage III des stillgelegten Kaliwerkes Salzdetfurth aus betreut.
Am 9. Dezember 2010 berichteten verschiedene lokale Zeitungen darüber, dass der letzte Bergwerksbetreiber K+S eine Wiederinbetriebnahme des Kaliwerkes prüfe. Zwischen der 1050-m-Sohle und einer theoretischen Bauwürdigkeitsgrenze bei 1500 Metern Teufe sowie im noch in hohem Umfang unverritzten Feld Glückauf-Sarstedt liegen noch große Vorräte an Hartsalzen. Magnesiumsulfatreiche Erzeugnisse werden am Markt heute stark nachgefragt. Zu Beginn des Jahres 2011 wurde eine Machbarkeitsstudie zur Reaktivierung des Werkes begonnen, als möglicher Betriebsbeginn wird 2018 anvisiert. Dieser Termin korreliert mit der geplanten Schließung des Kaliwerks Sigmundshall. Am 13. Juni 2012 ließ die K+S verlautbaren, dass ein nunmehr vorliegendes positives Ergebnis der wirtschaftlichen und technischen Voruntersuchung zur Vorbereitung entsprechender Genehmigungsanträge führt.

### Vorbereitung der Wiedereröffnung
Im Februar 2015 hat K+S den Antrag zur Wiedereröffnung des Bergwerkes gestellt, die Antragsunterlagen lagen im März/April 2015 öffentlich aus und waren im Internet abrufbar. Es gab Einwände gegen den Wiedereröffnungsantrag aus Bevölkerung und von Trägern öffentlicher Belange, über die auf einem Erörterungstermin im November 2015 beraten wurde. Besonders die geplante Neuanlage einer Kalihalde stand im Fokus der öffentlichen Kritik.
Zu Beginn des Jahres 2019 erging der Planfeststellungsbeschluss, nachdem im Rahmen des Planfeststellungsverfahrens alle Fragen und Einwendungen geklärt wurden.

## Tagesanlagen
Die Hauptschachtanlage Siegfried-Giesen befindet sich etwa 1,5 km nördlich von Groß Giesen an der Schachtstraße. Seit 2000 bestehen nur noch wenige ehemalige Werksgebäude, wie zum Beispiel das Kauen- und Verwaltungsgebäude aus der Gründerzeit des Kaliwerks. Markanteste Hinterlassenschaft des Kalibergbaus ist die weithin sichtbare Rückstandshalde der ehemaligen Fabrik. Die einstige Wohnsiedlung der Bergleute im Westen des Zechengeländes wird bis heute bewohnt.
Vom Schacht Rössing-Barnten, der etwa 1 km östlich von Barnten zwischen der Ortschaft und dem Schacht Siegfried lag (Straße Kaliwerk), bestehen so gut wie keine Reste mehr. Der immer noch offene Schacht liegt unter einem Schuppen, der für Schachtarbeiten auf Schienen zur Seite gefahren werden kann.
Am besten erhalten ist die Schachtanlage Fürstenhall an der gleichnamigen Straße am Südrand von Ahrbergen. In einem dreiteiligen Gebäudekomplex befinden sich die Schachthalle mit der Befahrungseinrichtung und der Zwischentrakt zur ehemaligen Rohsalzmühle. Aus dem Dach des Gebäudes ragt ein Diffusor heraus. Südwestlich ist rechtwinklig zum Schachtgebäude noch das Fördermaschinenhaus der ursprünglichen Schachtfördereinrichtung vorhanden. Es wurde zu einem Wohnhaus umgestaltet. Im Jahre 2014 wurde in Vorbereitung der geplanten Wiederinbetriebnahme eine neue Förderwinde installiert.